# Мухаммед аль-Хадж
Абу Абдаллах Мухаммед аль-Хадж ібн Мухаммед ібн Абу Бакр ад-Діла'ї (араб. أبو عبد الله محمد الحاج بن محمد بن أبي بكر الدلائي; бл.1588 — 1671) — шейх таріки Діла, султан Марокко в 1659—1667 роках.

## Життєпис
Походив з впливового суфійського роду. Онук Абу Бакра ібн Мухаммеда, засновника завії Діла. Старший син Сібі Мухаммеда, шейха (голови) таріки (суфійського братства) Діли. Народився 1588 або 1589 року. Здобув гарну релігійну освіту. Неодноразово з батьком і стрийками здійснював хадж до Мекки, за що отримав своє прізвисько.
1637 року після смерті батька успадкував титул шейха Діли. Користуючись ослабленням султана Мухаммеда IV, що зазнав поразки від Сіді Алі у 1638 році, Мухаммед аль-Хадж встановив владу над берберами долини річки Мулуя. Потім зайняв провінцію Тадела. Разом з тим деякий час не розривав з ними контактів. Але вже 26 жовтня 1638 року у битві біля Ваді'л-Абід аль-Хадж завдав поразки султану. Переніс резиденції зі Старої Діла до Нової Діла (відома тепер як місто Аїт-Ісхак)
1640 року став володарем Мекнеса. Того ж року втрутився у конфлікт за владу в піратській Республіці Сале: між андалузськими морісками та Сіді аль-Аячи, очільником марабутів і муджахирів. Перша кампанія була невдалою для війська Діли. Але вже у квітні 1641 року Мухаммед аль-Хадж завдав поразки війську аль-Айчи, який загинув. Республіка Сале визнала зверхність таріки Діла. Це надало аль-Хадж флот та постійну данину від піратських нападів. 1641 року зайняв Фес. З цього часу перестав підкорятися султанам з династії Саадитів, що сиділи в Марракеші. 1643 року приборкав повстання андалузських морисків в Сале, що намагалися отримати допомогу від османів та Саадитів.
1646 року почалася війна з Мухаммедом ібн Шаріфом, султаном Тафілалету. У битві біля Аль-Гарі військо Діли завдало супротивникові поразки. Мухаммед аль-Хадж зайняв місто Сіджильмаса, але зрештою уклав договір з Ібн Шарфом, за яким кордоном стало гірське пасмо Айяш. Але у 1649 році Мухаммед ібн Шаріф знову виступив проти аль-Хадж, підступивши до Фесу. У битві біля міста військо Діли знову здобуло перемогу. було підтверджено попередню угоду, а Мухаммед ібн Шаріф визнав зверхність аль-Хаджа.

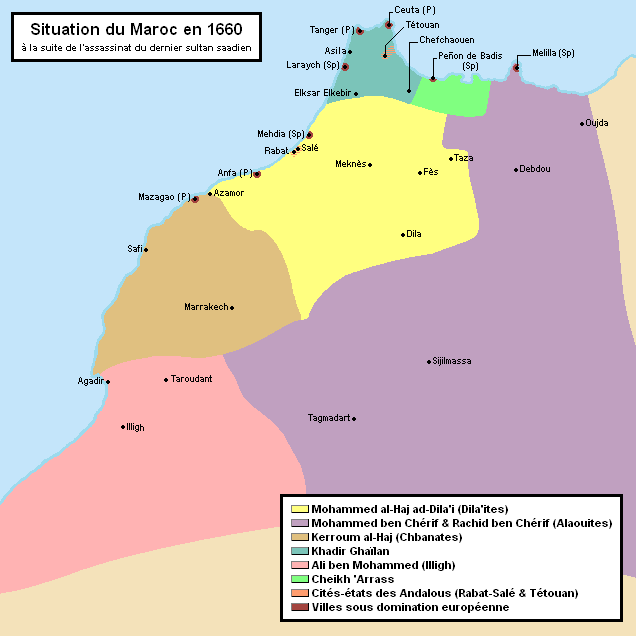
Володанні Мухаммеда аль-Хаджа (позначено жовтим кольором)

1659 року після смерті останнього саадитського султана Ахмада II оголосив себе новим султаном Марокко. Церемонія відбулася в Фесі. Але вже 1663 року вступив у конфлікт Хадіром Гайланом, правителем північно-західних земель зі столицею в Тетуані. Війська Гайлана захопили в Діли важливу фортецю Ель-Ксар-ель-Кебір, а потім у битві біля міста Мулай-Буссельгам аль-Хадж зазнав поразки від Гайлана. Це в свою чергу спричинило повстання в Фесі, який Мухаммеда ль-Хадж мусив залишити, повернувшись до завії Діла. В Новому Фесі залишив намісника Абу Абдаллах ад-Дурайді. В Старому Фесі фактично встановилася незалежна влада. Але вже у 1664 році містяни Фесу номінально визнали владу аль-Хаджа.
У 1666 році султаном оголосив себе Ар-Рашид з Алавітів, який 1667 року зумів захопити Фес. Це стало причиною наступу військ Діли проти останнього. Проте у битві біля Баб-Мерури діласька армія зазнала поразки. 1668 року вже ар-Рашид перейшов у наступ проти Діли. 18 червня в битві біля Батн-аль-Румман армія Діли зазнала нищівної поразки. Невдовзі впала завія Діла. Мухаммеда аль-Хаджа спочатку було відправлено до Фесу, а потім дозволено перебратися до Тлемсену в Османському Алжирі, де він помер в 1671 році.